# Ponte di Morinje
Il ponte di Morinje (in croato Most Morinje) è un viadotto stradale croato, sito lungo la statale D8 poco a sud della città di Sebenico.
Esso valica a grande altezza la baia di Morinje.